# John Dos Passos
John Rodrigo Dos Passos, född 14 januari 1896 i Chicago, Illinois, död 28 september 1970 i Baltimore, Maryland, var en amerikansk romanförfattare. Vid sidan av Ernest Hemingway och F. Scott Fitzgerald räknas han som en av centralgestalterna inom 1900-talets moderna amerikanska romankonst och tillhör som sådan den förlorade generationen.

## Biografi
Dos Passos avlade examen vid Harvard 1916 och debuterade 1917 som lyriker i antologin Eight Harvard poets. Han reste till Europa och tjänstgjorde som chaufför och sjukskötare under första världskriget. Han var politiskt aktiv och besökte Sovjetunionen 1928 och reste runt i Spanien under inbördeskriget.
I romantrilogin U.S.A. bestående av 42:a breddgraden (1930), 1919 (1932) och Stora pengar (1936) ger han en bred skildring av USA under de tre första decennierna av 1900-talet.
Hans framstående roman Till Manhattan, med dess expressionistiska bild av New York, brändes demonstrativt under de landsomfattande bokbålen i det nyblivna Nazityskland år 1933.
År 1937 valdes John Dos Passos in som medlem av American Academy of Arts and Letters.